# Сенгілей
Сенгілей — місто в Ульяновській області Росії, адміністративний центр Сенгілеївського району.

## Географія
Сенгілей розташований у Середньому Поволжі, на схилах Приволзької височини, на правому березі Волги в місці впадання річок Сенгілейка і Тушенка до Волги.